# Oithona decipiens
Oithona decipiens är en kräftdjursart som beskrevs av Farran 1913. Oithona decipiens ingår i släktet Oithona och familjen Oithonidae. Inga underarter finns listade i Catalogue of Life.